# Глубокое (Закарпатская область)
Глубо́кое (укр. Глибоке) — село в Баранинской сельской общине Ужгородского района Закарпатской области Украины.
Население по переписи 2001 года составляло 577 человек. Почтовый индекс — 89441. Телефонный код — . Занимает площадь 0,831 км².

## Известные уроженцы
- Бращайко, Юлий Михайлович (1879—1955) — общественно-политический и государственный деятель Подкарпатской Руси. Министр финансов Карпатской Украины (1939).